# Dolmen de Pavia
El dolmen de Pavia, transformat en Capella de Sâo Dinis, és un monument nacional portugués situat a la vila de Pavia, a Mora, al districte d'Évora. És un dels dòlmens més importants de Portugal: el seu recinte i cambra tenen 4,30 m de diàmetre i 3,30 m d'alçada.
El dolmen fou construït entre el IV i el III mil·lenni ae, i fou transformat en una capella dedicada a sâo Dinis o sâo Dionísio en el segle xvii. La transformació en monument cristià rebé influències del dolmen capella de Sâo Brissos, del municipi de Montemor-o-Novo.
Fou objecte d'excavacions arqueològiques durant el segle xx, realitzades per Vergílio Correia, a l'abril de 1914. El treball efectuat està publicat en el llibre El neolític de Pavia, editat el 1921.
Està classificat com a Monument nacional per l'Institut Portugués de Patrimoni Arquitectònic des del 1910.